# Saint-Vallier-de-Thiey
Saint-Vallier-de-Thiey – miejscowość i gmina we Francji, w regionie Prowansja-Alpy-Lazurowe Wybrzeże, w departamencie Alpy Nadmorskie.
Według danych na rok 1990 gminę zamieszkiwało 1536 osób, a gęstość zaludnienia wynosiła 30 osób/km² (wśród 963 gmin regionu Prowansja-Alpy-W. Lazurowe Saint-Vallier-de-Thiey plasuje się na 307. miejscu pod względem liczby ludności, natomiast pod względem powierzchni na miejscu 146.).